# Veselîi Kut, Krîvîi Rih
Veselîi Kut (în ucraineană Веселий Кут) este un sat în comuna Hleiuvatka din raionul Krîvîi Rih, regiunea Dnipropetrovsk, Ucraina.

## Demografie
Componența lingvistică a localității Veselîi Kut
     Ucraineană (96,43%)
     Rusă (3,57%)
Conform recensământului din 2001, majoritatea populației localității Veselîi Kut era vorbitoare de ucraineană (96,43%), existând în minoritate și vorbitori de rusă (3,57%).